# Apostlasagor
Apostlasagor (isl. Postula sögur) tillhör den fornvästnordiska litteraturen. De flesta är översatta till fornnordiska från andra språk. En del Apostlasagor gavs ut år 1874 av Carl Richard Unger. En del av dessa sagor ingår i pergamentshandskrifterna som finns bevarade på Árni Magnússon-institutet för isländska studier i Reykjavik. Dessa är:
- Andreas drápa postula (AM 669 c 4to.)
- Andrés saga postula (AM 239 fol., AM 667 V 4to.)
- Filippus saga postula (AM 667 V 4to.)
- Jakobs saga postula (AM 667 V 4to., AM 667 XI 4to.)
- Jóns saga baptista (AM 236 fol., AM 239 fol.)
- Jóns saga postula (AM 649 b 4to., AM 649 a 4to.)
- Kross saga (AM 667 V 4to.)
- Markús saga postula (AM 667 V 4to.)
- Páls saga postula (AM 236 fol.)
- Páls saga postula hin meiri (AM 84 8vo.)
- Péturs saga postula (AM 236 fol., AM 239 fol., AM 658 I-V 4to, AM 660 4to, JS 37 4to)
- Tveggja postula saga Jóns og Jakobs (AM 236 fol., AM 239 fol., AM 632 4to., AM 636 4to., AM 650 a 4to., AM 653 b I 4to., AM 653 b II 4to., AM 651 I-II 4to.)
- Viðræður Gregoríusar — Dialogi Gregorii (AM 239 fol.)